# قرار مجلس الأمن التابع للأمم المتحدة رقم 1190
قرار مجلس الأمن التابع للأمم المتحدة 1190، الذي اتخذ بالإجماع في 13 آب/أغسطس 1998، بعد إعادة تأكيد القرار 696 (1991) وجميع القرارات اللاحقة بشأن أنغولا، ولا سيما القرارات 864 (1993) و1127 (1997) و1173 (1998)، مدد المجلس الولاية لبعثة مراقبي الأمم المتحدة في أنغولا (MONUA) حتى 15 أيلول/سبتمبر 1998.
وأعرب مجلس الأمن عن أسفه لتدهور الحالة السياسية والأمنية في أنغولا، ويرجع ذلك في المقام الأول إلى فشل يونيتا في الوفاء بالتزاماتها بموجب اتفاقية السلام وبروتوكول لوساكا وقرارات مجلس الأمن ذات الصلة. بالإضافة إلى ذلك، أشار إلى أنه تم اتخاذ خطوات إيجابية لبناء الثقة في عملية السلام.
وقد رحب القرار بقرار الأمين العام كوفي عنان إيفاد مبعوثه الخاص إلى البلد وطلب إلى الأمين العام أن يقدم توصيات بشأن مستقبل وجود الأمم المتحدة في أنغولا بحلول 31 آب/أغسطس 1998 ويراجعها المجلس. وطالب بأن تفي يونيتا على الفور بالتزاماتها بموجب بروتوكول لوساكا وقرارات مجلس الأمن، بما في ذلك التجريد الكامل من السلاح وبسط إدارة الدولة في جميع أنحاء أنغولا.
وتم حث كل من الحكومة الأنغولية ويونيتا على وقف الدعاية المعادية، وزرع الألغام الأرضية، وإنهاء التجنيد الإجباري، والتعاون مع بعثة مراقبي الأمم المتحدة في أنغولا في أنشطة التحقق، وبذل الجهود من أجل المصالحة الوطنية. وقد طُلب من الحكومة على وجه الخصوص التأكد من امتناع الشرطة الوطنية الأنغولية عن الأنشطة التي تتعارض مع بروتوكول لوساكا واحترام يونيتا كحزب سياسي . وأخيرًا، تم تذكير الدول بتنفيذ العقوبات المصرح بها في قرارات سابقة.

## روابط خارجية
- نص القرار في undocs.org